# Salm-Reifferscheid-Raitz
Salm-Reifferscheid-Raitz fu il dominio di una nobile famiglia della Moravia Centrale (oggi parte della Repubblica Ceca). Esso si pose come partizione dello stato di Salm-Reifferscheid-Bedburg nel 1734, e venne elevato alla dignità di Principato nel 1790.

## Conti di Salm-Reifferscheid-Raitz (1734–1790)
- Antonio (1734–1769)
- Carlo Giuseppe (1769–1790)

## Principi di Salm-Reifferscheid-Raitz (1790–1811)[1]
- Carlo Giuseppe 1790-1838 (1750-1838) mediatizzato nel 1811
- Ugo I 1838-1888 (1803-1888)
- Ugo II 1888-1890 (1832-1890)
- Ugo III 1890-1903 (1863-1903)
- Ugo IV 1903-1946 (1893-1946)
- Ugo V 1946-1974 (1933-1974)
- Ugo VI 1974–oggi (born 1973)